# Liste der Baudenkmäler im Kölner Stadtteil Fühlingen
Die folgende Liste enthält die in der Denkmalliste ausgewiesenen Baudenkmäler auf dem Gebiet des Stadtteils Köln-Fühlingen, Stadtbezirk Köln-Chorweiler, Nordrhein-Westfalen.
Hinweis: Die Reihenfolge der Baudenkmäler in dieser Liste orientiert sich an den Straßennamen und ist alternativ nach Hausnummern, Denkmallistennummer oder Bezeichnung sortierbar.
Basis ist die offizielle Kölner Denkmalliste (Stand: 16. August 2012), die Baudenkmäler und Denkmalbereiche auflistet. Dabei kann es sich beispielsweise um Sakralbauten, Wohn- und Fachwerkhäuser, historische Gutshöfe und Adelsbauten, Industrieanlagen, Wegekreuze und andere Kleindenkmäler sowie Grabmale und Grabstätten, die eine besondere Bedeutung für die Geschichte Kölns haben, handeln. Grundlage für die Aufnahme in die offiziellen Denkmallisten ist das Denkmalschutzgesetz Nordrhein Westfalens.

Denkmäler nach Straßen geordnet: A | H | K | N | S 
| Bild                           | Bezeichnung                             | Lage                                                   | Beschreibung                                                                 | Bauzeit             | Einge- tragen seit | Denk- mal- nr. |
| ------------------------------ | --------------------------------------- | ------------------------------------------------------ | ---------------------------------------------------------------------------- | ------------------- | ------------------ | -------------- |
| Fotos hochladen                | Hofanlage (Arenzhof)                    | Fühlingen Arenzhofstr. 38 Karte                        |                                                                              |                     | 1. Juli 1980       | 477            |
| Fotos hochladen                | Wohnhaus                                | Fühlingen Arenzhofstr. 40 Karte                        |                                                                              |                     | 9. Februar 1984    | 2113           |
| Fotos hochladen                | Wohnhaus                                | Fühlingen Arenzhofstr. 51 Karte                        |                                                                              |                     | 23. März 1984      | 2158           |
| Fotos hochladen                | Hofanlage                               | Fühlingen Arenzhofstr. 52 Karte                        |                                                                              |                     | 9. Februar 1984    | 2114           |
| Fotos hochladen                | Platzanlage                             | Fühlingen Arenzhofstraße / Heinrichshofweg Karte       | Platzfläche vor dem Heinrichshof                                             | 19./20. Jahrhundert | 1. Juli 1980       | 476            |
| Fotos hochladen                | Heinrichshof                            | Fühlingen Heinrichshofweg 4 Karte                      |                                                                              |                     | 9. Februar 1984    | 2125           |
| Fotos hochladen                | Wohnhaus                                | Fühlingen Kriegerhofstr. 1 Karte                       |                                                                              |                     | 20. August 1993    | 6900           |
| Fotos hochladen                | Hofanlage                               | Fühlingen Kriegerhofstr. 10 / 10a Karte                |                                                                              |                     | 9. Februar 1984    | 2132           |
| Fotos hochladen                | Hofanlage Kriegerhof                    | Fühlingen Kriegerhofstr. 16, 16a, b Karte              |                                                                              |                     | 9. März 1983       | 1344           |
| Fotos hochladen                | Hofanlage                               | Fühlingen Kriegerhofstr. 27 Karte                      |                                                                              |                     | 7. Mai 1981        | 709            |
| Fotos hochladen                | Platzanlage                             | Fühlingen Kriegerhofstraße / Neusser Landstraße. Karte |                                                                              |                     | 1. Juli 1980       | 501            |
| Fotos hochladen                | Friedhof                                | Fühlingen Kriegerhofstraße (Kasseler Weg) Karte        | zahlreiche Grabdenkmäler aus der Zeit von 1880 bis 1930; Hochkreuz von 1899. | vor 1860            | 1. Juli 1980       | 509            |
| Fotos hochladen                | Transformatorenhäuschen                 | Fühlingen Kriegerhofstr. o. Nr. Karte                  |                                                                              |                     | 3. Mai 1984        | 2299           |
| weitere Bilder Fotos hochladen | (Rest einer) Hofanlage (Haus Fühlingen) | Fühlingen Neusser Landstr. 5 Karte                     |                                                                              |                     | 1. Juli 1980       | 506            |
| Fotos hochladen                | Schule                                  | Fühlingen Neusser Landstr. 9 Karte                     |                                                                              |                     | 1. Juli 1980       | 507            |
| Fotos hochladen                | Wohnhaus                                | Fühlingen Neusser Landstr. 29 Karte                    |                                                                              |                     | 20. Juni 1985      | 3013           |
| Fotos hochladen                | Hofanlage                               | Fühlingen Neusser Landstr. 31–33 Karte                 |                                                                              |                     | 25. März 1985      | 2892           |
| weitere Bilder Fotos hochladen | Wegekreuz                               | Fühlingen Neusser Landstr. Höhe 43 Karte               |                                                                              |                     | 1. Juli 1980       | 505            |
| Fotos hochladen                | Pfarrhaus                               | Fühlingen Neusser Landstr. 80 Karte                    |                                                                              |                     | 25. März 1985      | 2893           |
| Fotos hochladen                | St.-Marien-Kirche (Köln-Fühlingen)      | Fühlingen Neusser Landstr. 82 Karte                    |                                                                              |                     | 20. Januar 1983    | 1306           |
| Fotos hochladen                | Wohn- und Geschäftshaus                 | Fühlingen Neusser Landstr. 98 Karte                    |                                                                              |                     | 9. Februar 1984    | 2136           |
| Fotos hochladen                | Schmittenhof                            | Fühlingen Schmiedhofsweg 1 Karte                       |                                                                              |                     | 3. Mai 1984        | 2324           |

- Karte mit allen Koordinaten:
- OSM |
- WikiMap